# Liriomyza discalis
Liriomyza discalis är en tvåvingeart som först beskrevs av Malloch 1913.  Liriomyza discalis ingår i släktet Liriomyza och familjen minerarflugor.
Artens utbredningsområde är Arizona. Inga underarter finns listade i Catalogue of Life.